# 利物浦巴士
利物浦巴士指运行于利物浦及其周边的默西塞德郡地区并通往周边的柴郡和兰开夏郡的公共巴士。

## 简介

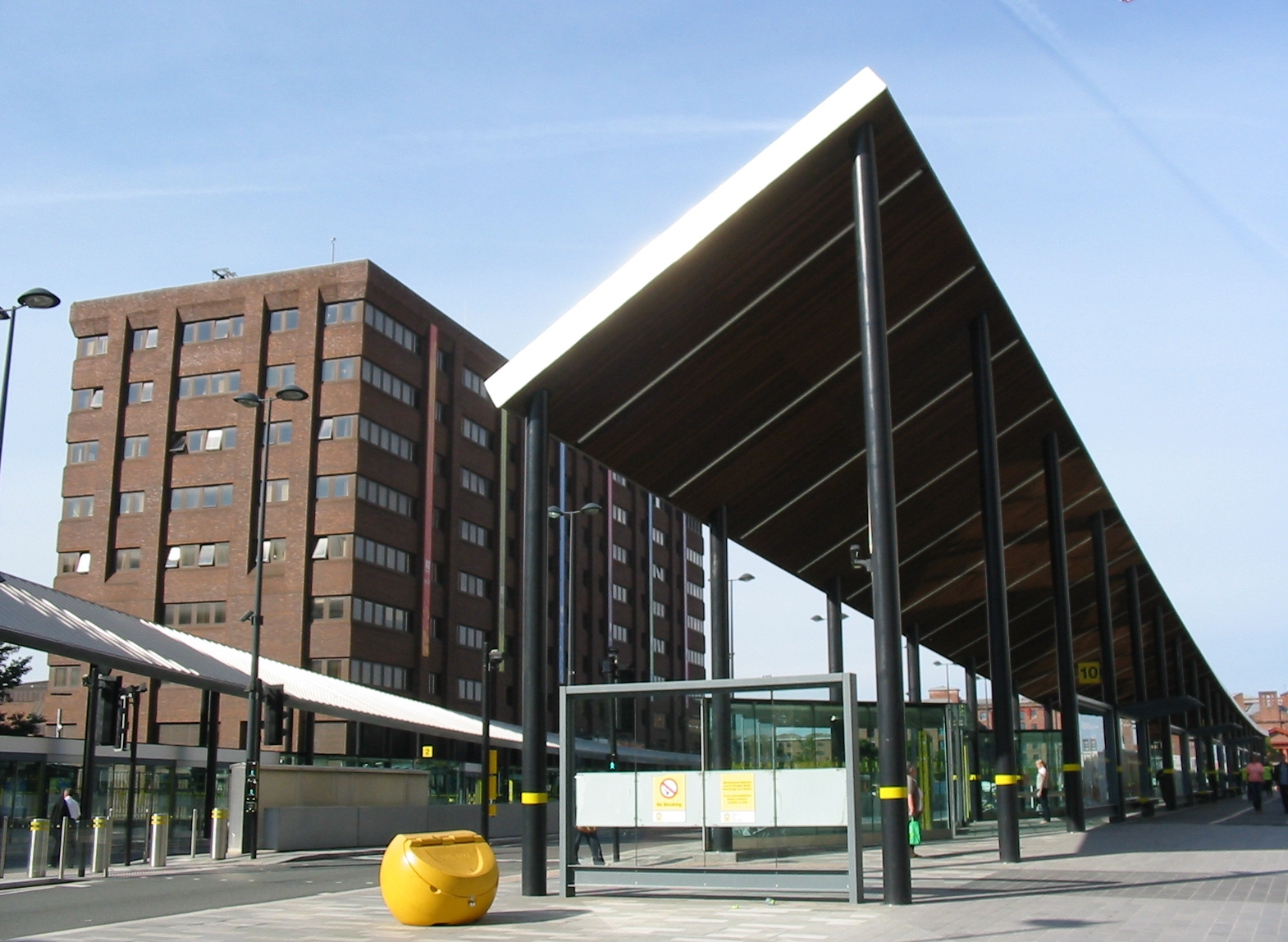
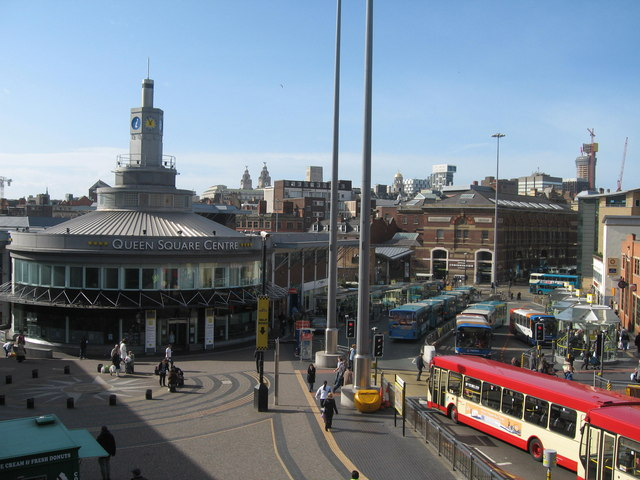
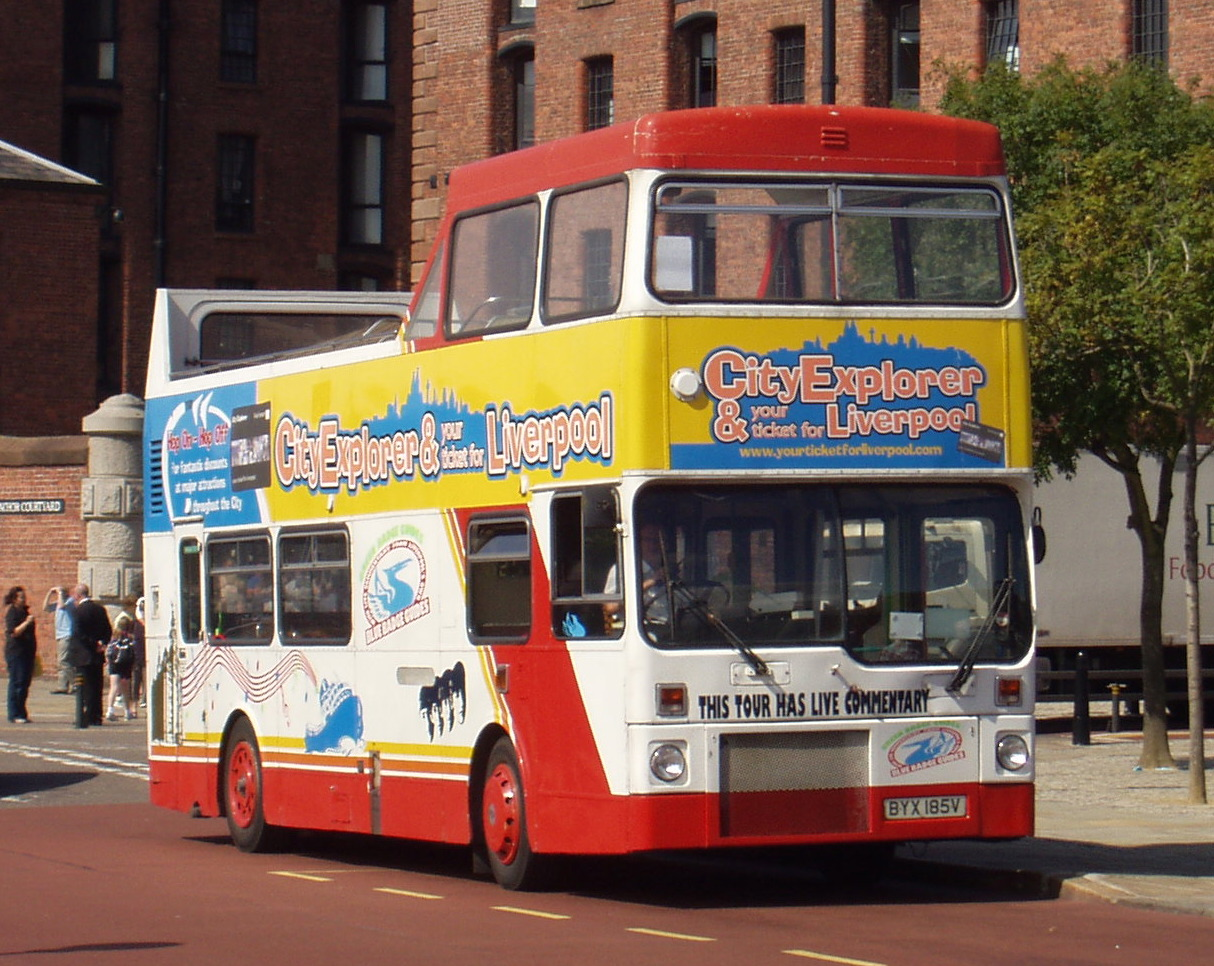
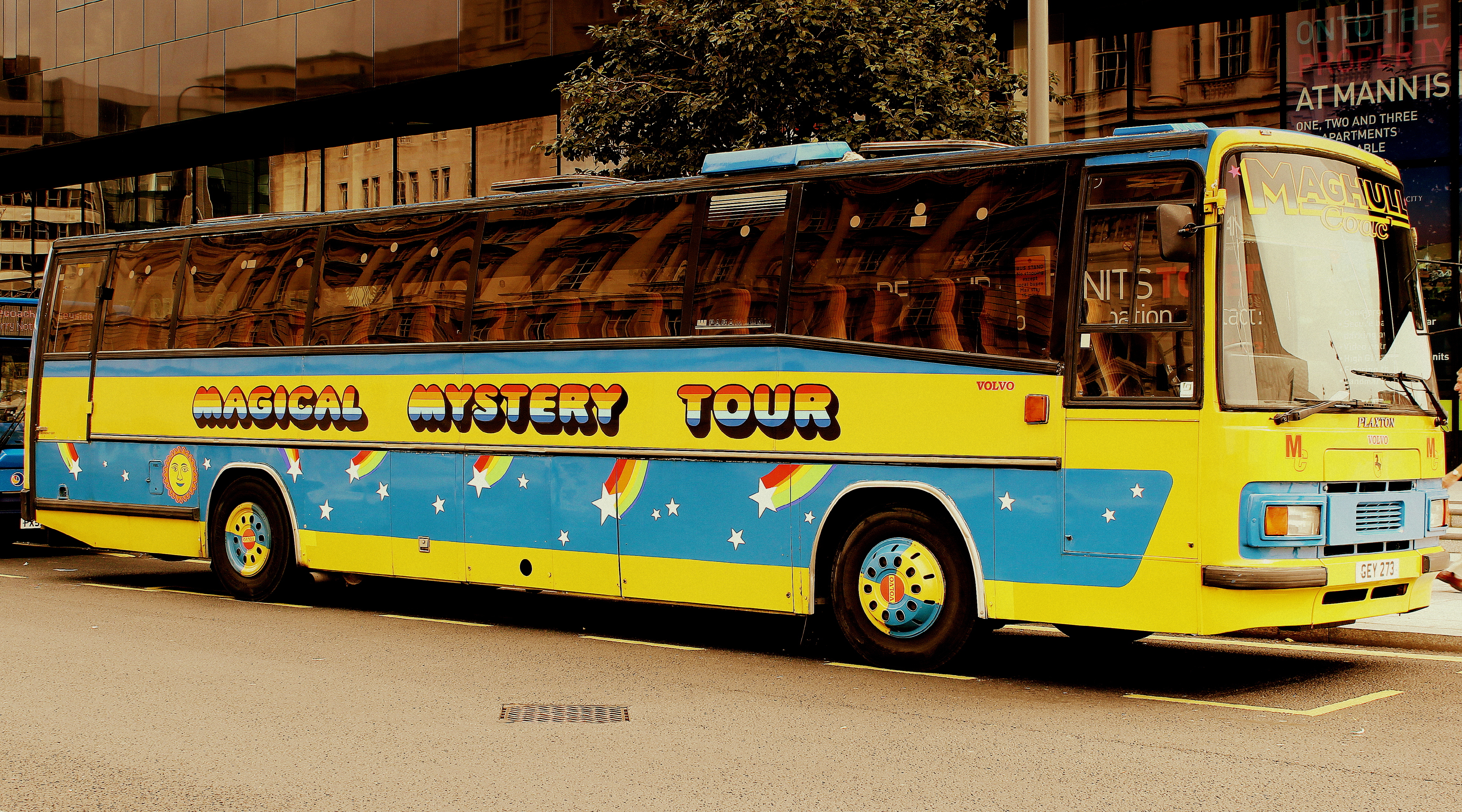
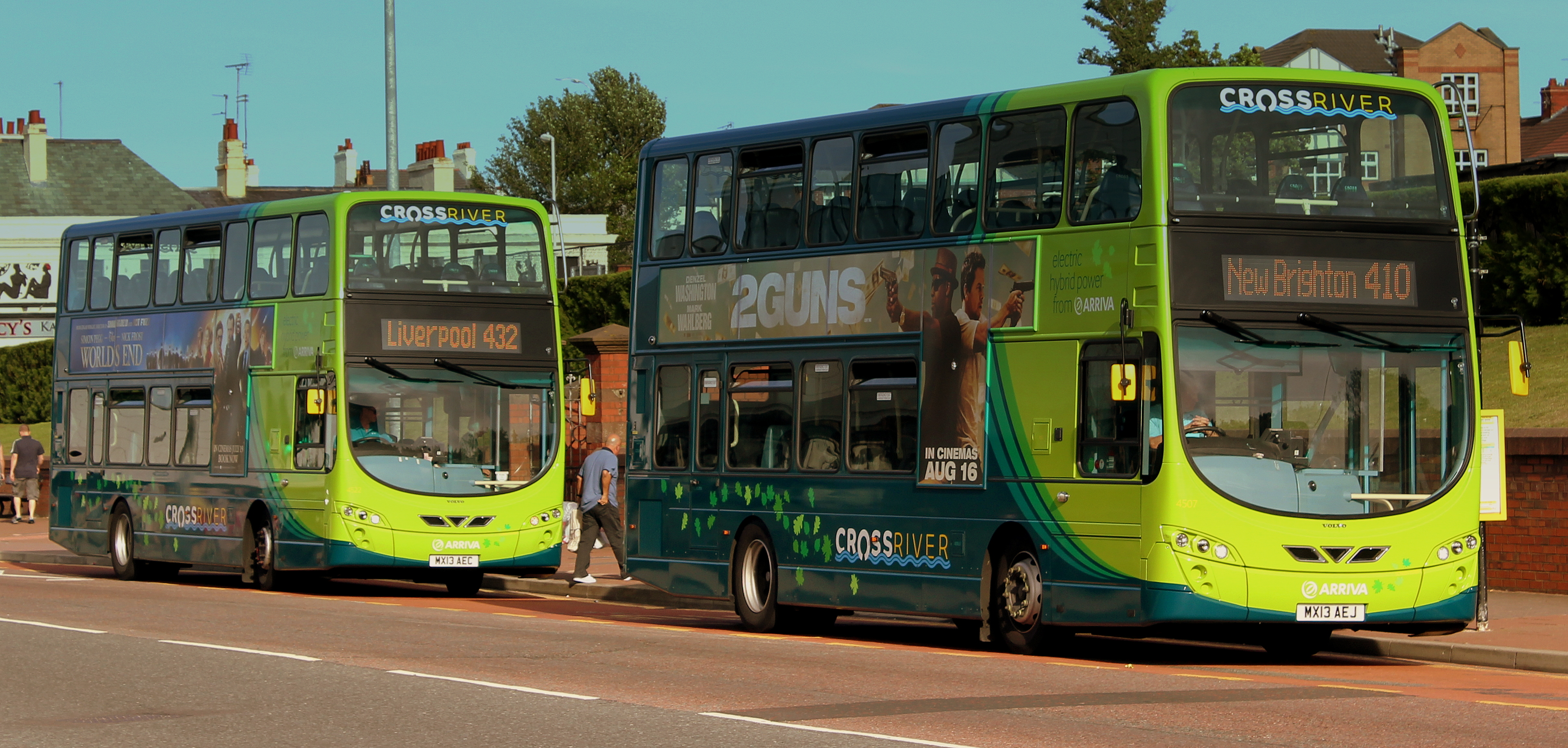
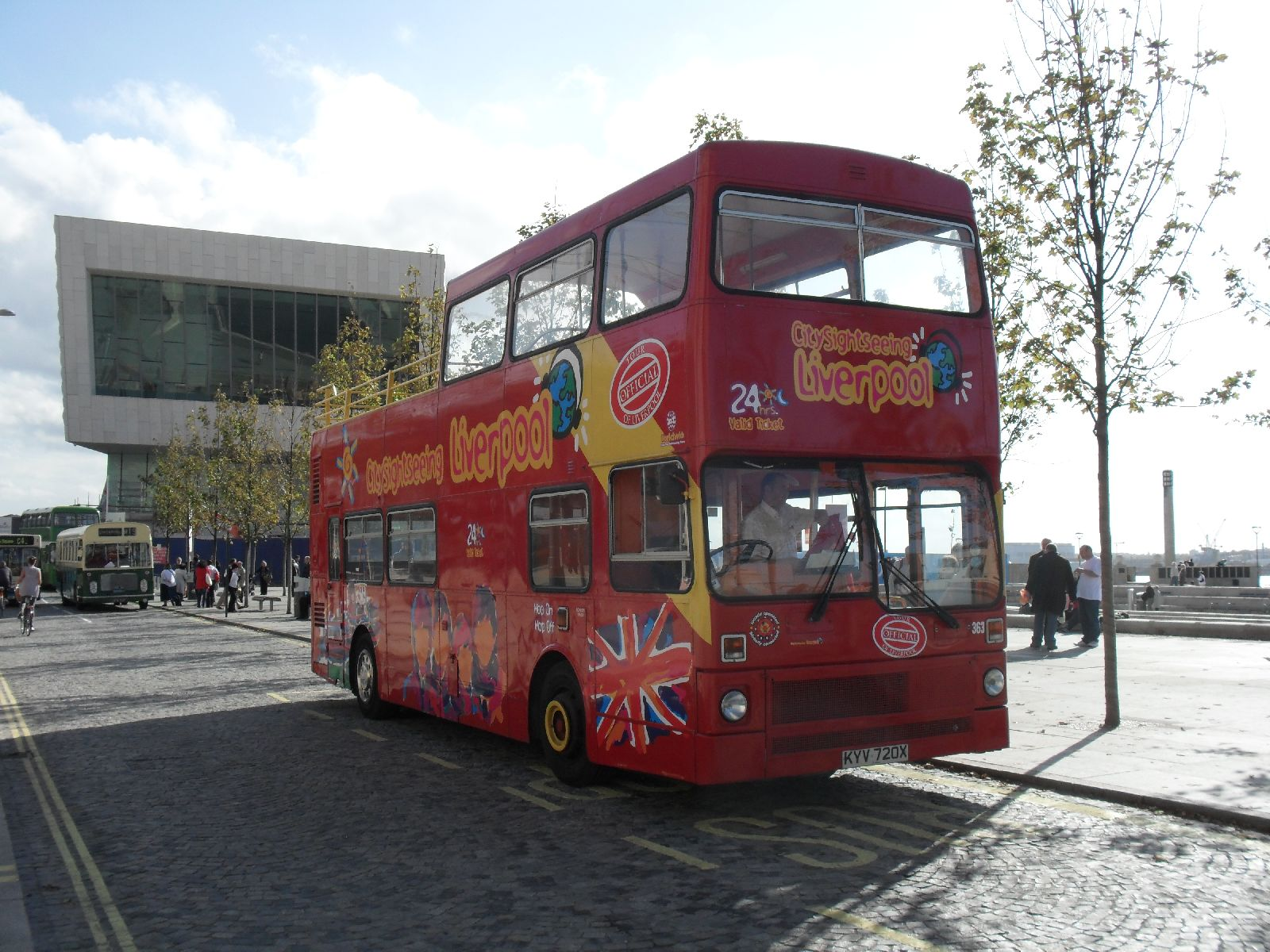

利物浦市内巴士服务于整个默西塞德地区并有巴士线路1、2、X8通往周边柴郡的埃尔斯米尔港和切斯特，巴士线路6、7通往柴郡的沃灵顿，巴士线路14、14A、14B、14F、61、61A、79C通往柴郡的哈尔顿、朗科恩和巴士线路X2通往兰开夏郡的普雷斯顿，另有巴士线路47、300、310、345等通往默西塞德郡北部的绍斯波特和巴士线路10、10A通往默西塞德郡东北部的自治市圣海伦斯，除此之外，还有越江巴士407、423、432、433、437、441、442、464、471、472、487等通过默西河隧道或国王隧道通往河对岸的威勒尔自治市。利物浦市内主要的两大公交枢纽为位于市中心商业区的女王广场公交枢纽和靠近市中心阿尔伯特码头的利物浦一号公交枢纽，并有巴士线路直通利物浦约翰列侬国际机场。 此外利物浦还有属于英国长途客车运输网络的长途客车服务通往伦敦、曼彻斯特、利兹、普雷斯顿和卡迪夫等地。

## 运营公司
利物浦及默西塞德郡的公共巴士主要由爱瑞发和捷达集团运营，另有其他小型巴士服务公司例如Cumfybus、HTL Buses、Huyton Travel等提供城市环线以及城镇或街区间的穿梭巴士服务。

## 费用
利物浦巴士通用默西塞德郡公共交通卡，不同线路费用根据运营公司、车票类型、线路类型而不同，车票类型包括成人单程票、学生单程票、儿童票、全日票、周票等。一般而言，爱瑞发公司运营的普通线路成人单程票为2.2磅，学生单程票1.8磅，儿童票1.4磅，全日票4.2磅；捷达集团运营的普通线路成人单程票为2磅，学生单程票1.7磅，全日票4磅。过江线路及开往外郡的线路可能不适用这一收费规则。

## 线路网
利物浦巴士线路网分东南西北四大方向，且数字编码有一定规律可循。一般说来，个位数线路都是开往外郡的线路，例如1、2、7等，A线大多为开往机场的线路，例如86A、80A、82A、81A等。10-19号段主要开往默西塞德郡东北部地区，如圣海伦斯、海顿、柯比等，40-49号段主要开往北部地区，如绍斯波特，50-59号段主要开往北部的布特儿、克罗斯比，60-69号段大多运行于利物浦市区外围，70-79号段主要开往默西塞德郡东部诺斯利都市自治市的海尔沃德，80-89号段主要开往东南部德斯皮克以及利物浦约翰列侬机场，400-499号段为运营在威勒尔自治市的线路或过江线路，从利物浦市区通过默西河隧道或国王隧道通往威勒尔都市自治市的新布赖顿、西柯比等地。600-699号段往往由各个大中学校资助开设，往返于市区及校区或主校区和周边学生公寓等，仅在特殊时段或学校运营期间运营，例如利物浦大学资助开设的往返于主校区、市区与莫斯利山学生公寓群之间的线路699在利物浦大学学期期间运营，遇寒暑假及法定节假日则停运。